# Dobrana para
Dobrana para (ang. Come Together) – brytyjsko-amerykańska komedia romantyczna z 2002 roku w reżyserii Grahama Theakstona. Wyprodukowana przez wytwórnię Starz! Pictures, Universal Television i Working Title Television.
Premiera filmu odbyła się 2 lutego 2002. Zdjęcia do filmu zrealizowano w Londynie w Anglii w Wielkiej Brytanii oraz w San José, Almería i Andalucía w Hiszpanii.

## Fabuła
Malarz Jack (James D’Arcy) unika poważnych związków. Zmienia się to, gdy poznaje Amy (Lucy Punch). Jest ona zupełnie inną kobietą niż te, które dotąd znał. Pewnego dnia zakochani kłócą się, a Jack spędza noc z modelką. Zdradzona Amy zrywa z nim. Przyjaciele chcą ich pogodzić.

## Obsada
Źródło: Filmweb
- James D’Arcy jako Jack
- Mark Frost jako Jons
- Lucy Davis jako Susie
- Julienne Davis jako Sally
- Alexandra J. Cameron jako Cat
- Clare Bullus jako Chloe
- Ali Bastian jako Tara